# Johann Sigismund Kusser
Johann Sigismund Kusser, auch Cousser (getauft 13. Februar 1660 in Preßburg (heute Bratislava); † Dezember 1727 in Dublin) war ein Kapellmeister und Komponist ungarischer Abstammung, der in Deutschland, England und Irland wirkte.

## Leben
Der Sohn des evangelischen Kantors in Preßburg Johann Kusser zog 1674 mit seinen Eltern nach Stuttgart. Zwei Jahre später ging er für sechs Jahre nach Paris und Versailles. Kusser hatte das Glück „von dem weltberühmten, französischen Hofkomponisten Jean-Baptiste Lully geliebt zu werden und von ihm die Französische Art zu componiren zu erlernen“. Kusser war an den Höfen in Baden-Baden und Ansbach tätig, bevor er im Oktober 1683 eine Deutschlandreise antrat.

### Hofkapellmeister in Braunschweig und Wechsel nach Hamburg
Im Jahre 1690 wurde er der erste Kapellmeister der neuen Braunschweiger Oper. Im folgenden Jahr heiratete er die Braunschweiger Ratsherrentochter Hedwig Melusine von Damm. Die gemeinsame Tochter Auguste Elisabeth wurde die Ehefrau des Braunschweiger Chronisten Philipp Julius Rehtmeyer. Kusser schuf während seiner Zeit in Braunschweig acht Opern, die das italienisch geprägte Repertoire bereicherten. Bereits 1694 veranlassten ihn Unstimmigkeiten mit dem Librettisten und Hofdichter Friedrich Christian Bressand zum Wechsel an die Hamburger Oper am Gänsemarkt, wo einige seiner Opern aufgeführt wurden. Auch hier zerstritt er sich mit dem Opernleiter und Komponisten Jakob Kremberg (der ihn nach Hamburg geholt hatte) und führte als Konkurrenz zur Gänsemarktoper u. a. die Oper Porus im Remter des Mariendomes auf.

### Von Hamburg nach Stuttgart
Ende 1695 verließ Kusser Hamburg. Nach Tätigkeiten u. a. in Nürnberg und Augsburg fand er 1699 eine Anstellung bei Herzog Eberhard Ludwig von Württemberg am Stuttgarter Hof, wo er im Jahre 1700 Hofkapellmeister wurde.

### London und Dublin
Kusser wechselte Ende 1704 nach London, wo er als Komponist und Privatlehrer tätig war. Er ging 1707 nach Dublin und wurde dort 1711 „Chappel-Master of Trinity College“. Die Ernennung zum „Chief Composer“ und „Master of the Music, attending His Majesties State in Ireland“ erfolgte nach dem Tod seines Vorgängers William Viner 1716. Kusser starb Ende Dezember 1727 in Dublin: sein Testament unterzeichnete er am 21. Dezember 1727, eröffnet wurde es am 27. Dezember.
Kusser hatte Einfluss auf die folgende Generation von Komponisten, wie Reinhard Keiser, Johann Mattheson, Georg Philipp Telemann, Christoph Graupner, Georg Caspar Schürmann und Georg Friedrich Händel. Seine Werke werden heute selten gespielt.
Seine musikbezogenen Schriften und Kompositionen vermachte er seinem Neffen Daniel Gottlieb Treu.

## Werke (Auswahl)
- Composition de Musique (1682), eine Sammlung Ouverturen.
- Drei Suitensammlungen: Apollon Enjoüé, Festin des Muses und La cicala della cetra d'eunomio (1700)

### Bühnenwerke
- Cleopatra (Libretto vermutlich von Friedrich Christian Bressand nach Giacomo Francesco Bussani, Giulio Cesare in Egitto), Oper Vorspiel und 3 Akte (Uraufführung 4. Februar 1690 Braunschweig)
- Julia (ders.?), Oper 3 Akte (1690 Braunschweig)
- La Grotta di Salzdahl (Flaminio Parisetti), Divertimento 1 Akt (Frühjahr 1691 Braunschweig)
- Narcissus (Gottlieb Fiedler), Oper Prolog und 3 Akte (4. Okt. 1692 Braunschweig; Kusser wird auf dem Libretto [Hamburg 1692] als Ober-Capellmeister bezeichnet)
- Andromeda, Singspiel 3 Akte (1692 Braunschweig)
- Ariadne (Bressand), Oper 5 Akte (15. Dez. 1692 Braunschweig)
- Jason (ders.), Singspiel 5 Akte (1. Sept. 1692 Braunschweig)
- Porus (ders., nach Jean Racine), Singspiel 5 Akte (1693 Braunschweig); von Christian Heinrich Postel umgearbeitet und 1694 unter Kussers Leitung als Der durch Groß-Muth und Tapfferkeit besiegte Porus in Hamburg aufgeführt
- Erindo oder Die unsträfliche Liebe (Bressand), Schäferspiel 3 Akte (1694 Hamburg)
- Der großmütige Scipio Africanus (Fiedler, nach Nicolò Minato), Oper 3 Akte (1694 Hamburg)
- Pyramus und Thisbe getreue und festverbundene Liebe (C. Schröder), Oper mit Prolog (möglicherweise nicht aufgeführt)
- Der verliebte Wald, Singspiel 1 Akt (Stuttgart)
- Gensericus, als Rom und Karthagens Überwinder (Postel), Oper (1694 Hamburg); zweifelhaft, auch Johann Georg Conradi zugeschrieben
- Adonis (Libretto von Bressand nach Flaminio Parisetti, Gl'inganni di Cupido), Oper 3 Akte (zwischen 1698 und 1702), 2005 in der Württembergischen Landesbibliothek wiederentdeckt.[4][5]
- The Man of Mode (George Etherege) (9. Febr. 1705 London, Little Lincoln’s Inn Fields)